# نزيهة معاريج
د.نزيهة امعاريج عالمة أستاذة مقارنة الأديان بكلية الآداب والعلوم الإنسانية بجامعة محمد الأول بوجدة وعضو ضمن وحدة «فقه الأسرة» بها. ناشطة في المجتمع المدني بمدينة وجدة. كما تشارك في القطاع النسائي لحركة التوحيد والإصلاح.
أسست إلى جانب مجموعة من الفعاليات النسائية، جمعية حوار النسائية سنة 1998 وإن كان جل أعضائها من النخبة المثقفة فهي ليست جمعية نخبوية، تجعل صوب عينيها المرأة المثقفة وحدها، بل تحظى المرأة الأمية، والمعطلة بجانب من اهتماماتها، بالإضافة إلى العمل الطفولي.

## وصلات خارجية
- مكتبة كلية الآداب والعلوم الإنسانية بالرباط